# Gerhard Zippel
Gerhard Zippel (* 5. September 1925 in Chemnitz; † 30. Juni 2007) war ein deutscher SED-Funktionär. Er war von 1960 bis 1981 1. Sekretär des SED-Kreisleitung Stollberg/Erzgeb.

## Leben
Der Sohn eines Modeltischlers aus Chemnitz erlebte in seiner Kindheit, wie seine Eltern wegen Widerstand gegen das Naziregime eingekerkert wurden. Nach dem Volksschulbesuch lernte Zippel bis 1943 Maschinenschlosser und wurde dann von der Wehrmacht zum Kriegsdienst eingezogen. 1944 wurde er verwundet und kam in einem tschechoslowakischen Lazarett in amerikanische Kriegsgefangenschaft. Anfang 1946 kehrte er nach Chemnitz zurück und trat in die im April gegründete SED ein. Er wurde Mitglied der Zonenjugendkommission der IG Metall, war als Jugendbetriebsrat und FDJ-Sekretär im Betrieb tätig. 1948 erfolgte seine Wahl zum FDJ-Vorsitzenden des Kreises Chemnitz. In dieser Funktion nahm er 1949 an den II. Weltfestspielen in Budapest teil. 1950 besuchte er ein halbes Jahr die SED-Parteischule und war danach zwei Jahre Wirtschaftssekretär in der SED-Kreisleitung in Aue. 1952 erfolgte seine Berufung zum Sektorenleiter an die SED-Bezirksleitung nach Chemnitz. Zwischen 1955 und 1958 studierte er an der Karl-Marx-Universität Leipzig, wo er das Staatsexamen als Diplom-Gesellschaftswissenschaftler ablegte. Nach dem Studienende wechselte er zur SED-Kreisleitung nach Stollberg, wo er am 24. April 1960 von der Kreisdelegiertenkonferenz zum 1. Sekretär gewählt wurde. In dieser Funktion nahm er 1963 am VI. Parteitag der SED in Berlin teil. Zippel blieb fast 21 Jahre in der Funktion und wurde am 10. Januar 1981 auf einer Kreisdelegiertenkonferenz dankend verabschiedet und von Werner Kunz abgelöst.
Zippel starb im Alter von 81 Jahren und wurde in Stollberg bestattet.

## Auszeichnungen in der DDR
- 1959 Verdienstmedaille der DDR
- 1961 Artur-Becker-Medaille in Silber
- 1965 Ehrennadel der Gesellschaft für Deutsch-Sowjetische Freundschaft
- 1968 Vaterländischer Verdienstorden in Bronze[3]
- Verdienstmedaille der Kampfgruppen der Arbeiterklasse
- Pioniermedaille in Gold